# Maharashtra Open 2022
Maharashtra Open 2022 (còn được biết đến với TATA Open Maharashtra vì lý do tài trợ) là một giải quần vợt trong ATP Tour 2022 thi đấu trên mặt sân cứng ngoài trời. Đây là lần thứ 26 giải đấu được tổ chức và là giải đấu ATP duy nhất ở Ấn Độ và Nam Á. Giải đấu là một phần của ATP 250 và diễn ra ở Pune, Ấn Độ, từ ngày 31 tháng 1 đến ngày 6 tháng 2 năm 2022.

## Điểm và tiền thưởng

### Phân phối điểm
| Sự kiện | VĐ  | CK  | BK | TK | Vòng 1/16 | Vòng 1/32 | Q  | Q2 | Q1 |
| Đơn     | 250 | 150 | 90 | 45 | 20        | 0         | 12 | 6  | 0  |
| Đôi     | 250 | 150 | 90 | 45 | 0         | —         | —  | —  | —  |

### Tiền thưởng
| Sự kiện | VĐ      | CK      | BK      | TK      | Vòng 1/16 | Vòng 1/32 | Q2     | Q1     |
| Đơn     | $46,175 | $32,320 | $21,410 | $14,275 | $9,235    | $5,035    | $2,520 | $1,260 |
| Đôi*    | $16,370 | $11,760 | $7,560  | $5,030  | $2,940    | —         | —      | —      |

*mỗi đội

## Nội dung đơn

### Hạt giống
| Quốc gia | Tay vợt           | Xếp hạng1 | Hạt giống |
| -------- | ----------------- | --------- | --------- |
| RUS      | Aslan Karatsev    | 15        | 1         |
| ITA      | Lorenzo Musetti   | 60        | 2         |
| ITA      | Gianluca Mager    | 65        | 3         |
| CZE      | Jiří Veselý       | 78        | 4         |
| GER      | Daniel Altmaier   | 87        | 5         |
| FIN      | Emil Ruusuvuori   | 90        | 6         |
| LTU      | Ričardas Berankis | 93        | 7         |
| ITA      | Stefano Travaglia | 98        | 8         |

- 1 Bảng xếp hạng vào ngày 17 tháng 1 năm 2022.[6]

### Vận động viên khác
Đặc cách:
- Prajnesh Gunneswaran
- Arjun Kadhe
- Ramkumar Ramanathan

Bảo toàn thứ hạng:
- Yuki Bhambri[7]

Vượt qua vòng loại:
- Jay Clarke
- Vít Kopřiva
- Gian Marco Moroni
- Elias Ymer

### Rút lui
Before the tournament
- James Duckworth → thay thế bởi  Hugo Grenier
- John Millman → thay thế bởi  Quentin Halys

## Nội dung đôi

### Hạt giống
| Quốc gia | Tay vợt       | Quốc gia | Tay vợt             | Xếp hạng1 | Hạt giống |
| -------- | ------------- | -------- | ------------------- | --------- | --------- |
| AUS      | Luke Saville  | AUS      | John-Patrick Smith  | 91        | 1         |
| IND      | Rohan Bopanna | IND      | Ramkumar Ramanathan | 156       | 2         |
| POL      | Szymon Walków | POL      | Jan Zieliński       | 183       | 3         |
| AUS      | Marc Polmans  | AUS      | Matt Reid           | 184       | 4         |

- 1 Bảng xếp hạng vào ngày 17 tháng 1 năm 2022.

### Vận động viên khác
Đặc cách:
- Yuki Bhambri /  Divij Sharan
- Arjun Kadhe /  Purav Raja

### Rút lui
Trước giải đấu
- Radu Albot /  Ričardas Berankis → thay thế bởi  Sriram Balaji /  Vishnu Vardhan
- Matthew Ebden /  Max Purcell → thay thế bởi  Dennis Novak /  João Sousa
- Alexander Erler /  Lucas Miedler → thay thế bởi  Alexander Erler /  Jiří Veselý
- Treat Huey /  Christopher Rungkat → thay thế bởi  Gianluca Mager /  Emil Ruusuvuori
- Evan King /  Alex Lawson → thay thế bởi  Hugo Grenier /  Quentin Halys
- Ivan Sabanov /  Matej Sabanov → thay thế bởi  James Cerretani /  Nicholas Monroe

## Nhà vô địch

### Đơn
- João Sousa đánh bại  Emil Ruusuvuori, 7–6(11–9), 4–6, 6–1

### Đôi
- Rohan Bopanna /  Ramkumar Ramanathan đánh bại  Luke Saville /  John-Patrick Smith, 6–7(10–12), 6–3, [10–6]